# کارل کلاوس
کارل کلاوس (انگلیسی: Carl Klaus؛ زادهٔ ۱۶ ژانویهٔ ۱۹۹۴) بازیکن فوتبال اهل آلمان است.
از باشگاه‌هایی که در آن بازی کرده‌است می‌توان به باشگاه فوتبال دارمشتات ۹۸ و باشگاه فوتبال وولفسبورگ اشاره کرد.
وی همچنین در تیم ملی فوتبال جوانان آلمان بازی کرده‌است.